# 冰室棋子

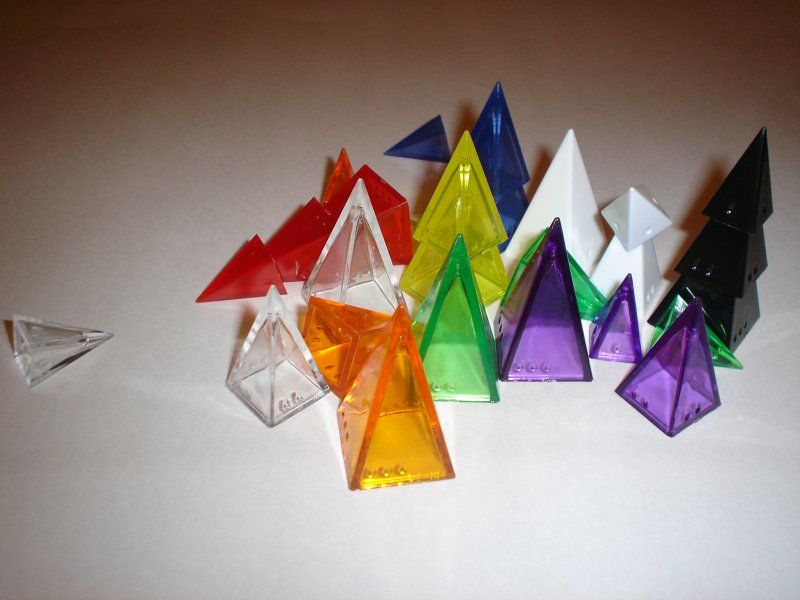
顏色多樣的冰室棋子

冰室棋子（Icehouse pieces），是Andrew Looney與John Cooper在1987年設計的一種棋子造型。採用此棋子的各種桌上遊戲統稱冰室遊戲(Icehouse Games)，多數偏抽象，包括著名的智力遊戲禪道，或抽象策略遊戲的火星人棋、擠佔棋。

## 棋具
材質通常為單色半透明的壓克力製棋子，顏色多樣，造型為三角錐體，共分三種大小，每枚下方有洞可供堆疊，也可在其四個表面塗上符號。

## 用途
棋子造型是作為美觀用途與訊息用途，依規則的需要，在造型上須能表現各類訊息。如圍棋的雲子只用顏色區別控制權；中國象棋子以文字符號、顏色區別控制權與兵種；日本將棋子以方向、文字符號、兩版面區別控制權、兵種、升級棋；疊套棋子用抽象符號、顏色、堆疊層數區別控制權、兵種、強弱。
冰室棋子因具不同顏色、透明程度、倒下方向、堆疊層數、堆疊排序等特徵，能表現多種訊息，易於在棋盘遊戲做為配件。商業販賣通常包含大中小各五枚的同色棋子，共十五枚，遊戲時稱為一Stash單位。
後來2006年推出的商品Treehouse Set，中文翻譯為巧思樹屋，改包裝有五種顏色，每色大中小各一枚，共十五枚。

## 外部連結
- 冰室遊戲列表（页面存档备份，存于）
- 冰室遊戲 wiki（页面存档备份，存于）
- 其中一種玩法：樹屋（页面存档备份，存于）
- 其中一種玩法：禪道（页面存档备份，存于）